# اتا ماهی پرنده
اتا ماهی پرنده یک ستاره است که در صورت فلکی ماهی پرنده قرار دارد.